# 南方二重唱
南方二重唱是台灣女子二人歌唱組合，由「大南方」閻宗玉及「小南方」林明樺組成，活躍於1990年代。同時也是金曲獎唯一獲得三次「最佳演唱組獎」之團體。

## 簡介
1986年，大南方與小南方因實踐大學的校園民歌比賽相互知道，但並不認識。1987年，因小南方嚮往在民歌西餐廳唱歌打工，尋求二重唱搭檔，因而與大南方相識；二人試唱第一首歌曲《梅雪爭春》，遂引起同學們的注意與讚賞。之後她們參加木船民歌西餐廳的試唱，脫穎成為正式的民歌手。而她們的團體名稱『南方二重唱』，則是源自於他們第一張專輯中，林秋離幫他們寫的歌《我從南方來》；又剛好他們都是來自於台灣南部，因此建議唱片公司以「南方」命名。
從學校畢業之後，與瑞星唱片簽約，並在1991年以第一張專輯《細說往事》正式出道。雖然她們出道時民歌的黃金時代已消失，但南方延續了芝麻龍眼的優美和聲，並透過自己的歌繼續傳播著民歌時代的精神：純樸、真誠、至情至景，成為民歌樂壇的第五代女子重唱組合。這些在今天看來已經日漸式微而難能可貴的東西，在南方的音樂中得到了完美的延續。然而她們的努力也相對獲得了肯定，在接下來的幾年中更陸續創造了佳績。
南方二重唱在1999年推出《太陽戀愛了》專輯，榮獲第三座金曲獎。但當年瑞星唱片公司縮編，二人淡出歌壇。
2009年3月21日，大陸地區首场个人弹唱会在南京东南大学礼堂举行。2011年南方二重唱加入洹國際文化股份有限公司，成為洹國際旗下藝人。2012年與歌手孟庭葦一起巡迴大陸地區演出，并与其合唱其新專輯中的收錄曲《我淡淡的藍》，此外小南方特別為這首歌譜曲並擔任此首單曲的製作人。2013年8月和9月分别在北京和上海举办巡回演唱会。2014年5月3日在南京人民大会堂举行南方二重唱--立夏·南京弹唱会。

## 團員介紹
| 大南方 閻宗玉 | 1967年8月17日  | 台南 | 實踐大學服裝設計系畢 | 多為歌曲主旋律的演唱兼團長，有時也參與和聲。 |
| 小南方 林明樺 | 1967年10月23日 | 高雄 | 實踐大學應用美術系畢 | 歌曲主旋律的和聲與對位編排，以及歌曲創作。   |

## 歷年專輯
| 專輯名稱                                     | 發行时间   |
| -------------------------------------------- | ---------- |
| 城市新民歌一 細說往事.不告而別               | 1991年10月 |
| 城市新民歌二 有些話不能說                    | 1992年6月  |
| 回歸線第一輯 忘了我是誰                      | 1992年10月 |
| 城市新民歌三 相知相守                        | 1993年3月  |
| 回歸線第二輯 敲痛我的心                      | 1993年9月  |
| 城市新民歌四 深情看世界                      | 1994年5月  |
| 回歸線第三輯 秋意上心頭                      | 1994年9月  |
| 城市新民歌五 走出從前                        | 1995年5月  |
| 回歸線第四輯 溫柔的慈悲                      | 1995年10月 |
| 城市新民歌六 整個世界都下雨                  | 1996年10月 |
| 回歸線第五輯 Where Have all the Flowers gone | 1997年6月  |
| 城市新民歌七 太陽戀愛了                      | 1998年10月 |
| 金選輯                                       | 1998年10月 |

## 樂團成就
| 年份   | 獲提名                 | 獎項                     | 結果 |
| ------ | ---------------------- | ------------------------ | ---- |
| 1992年 | 《細說往事、不告而別》 | 第4屆金曲獎最佳演唱組獎  | 獲獎 |
| 1993年 | 《有些話不能說》       | 第5屆金曲獎最佳演唱組    | 提名 |
| 1994年 | 《相知相守》           | 第6屆金曲獎最佳演唱組    | 提名 |
| 1996年 | 《秋意上心頭》         | 第7屆金曲獎最佳演唱組獎  | 獲獎 |
| 1999年 | 《太陽戀愛了》         | 第10屆金曲獎最佳演唱組獎 | 獲獎 |

## 外部連結
- 南方二重唱-大南方新浪微博 （页面存档备份，存于）
- 南方二重唱-小南方新浪微博 （页面存档备份，存于）